# Confederazione italiani nel mondo
La Confederazione degli italiani nel mondo (CIM) è un organismo aggregatore di associazioni, consorzi e imprese di italiani all'estero che vi aderiscono.

## Storia

### Le origini
La C.I.M. è stata fondata nel 1994 su propulsione di Angelo Sollazzo con il fine di unificare le tante realtà associative e federative di italiani presenti nel mondo. La CIM è quindi nata, nello specifico, dalla confluenza della Federazione delle associazioni degli Italiani all'estero (FAIE) e dell'Unione Italiani all'Estero (UIE) nel corso del I congresso internazionale svoltosi all'hotel Plaza di Roma nel 1994.

### L'assetto istituzionale
La C.I.M è nata dalla confluenza della F.A.I.E., Federazione delle associazioni degli Italiani all’estero e dell’U.I.E., Unione degli Italiani all’estero, ha sede centrale a Roma, responsabili territoriali in 13 regioni italiane ed è presente, con proprie delegazioni, in 25 Paesi del mondo (America, Argentina, Australia, Belgio, Brasile, Canada, Cile, Cina, Cuba, Ecuador, Francia, Germania, Guatemala, Italia, Messico, New Jersey, Paesi Bassi, Regno Unito, Romania, Russia, Sudafrica, Svezia, Svizzera, Tunisia, Usa, Uruguay, Venezuela).
La confederazione promuove convegni, seminari, concerti, mostre, feste, eventi sportivi, laboratori enogastronomici, momenti conviviali, raccolta fondi, workshop e trasferte di imprenditori italiani nel mondo.

### I congressi
Occasione di riunione e di confronto tra le associazioni aderenti, sparse per il mondo, sono i congressi internazionali, che chiamano a raccolta oltre un migliaio di delegati. Finora sono stati organizzati undici congressi nelle seguenti città:
- I Congresso CIM - Roma
- II Congresso CIM - Milano
- III Congresso CIM - New York
- IV Congresso CIM - Cuba
- V Congresso CIM - Rio de Janeiro[15]
- VI Congresso CIM - Roma
- VII Congresso CIM - Buenos Aires
- VIII Congresso CIM - Melbourne
- IX Congresso CIM – Parigi[16].
- X Congresso CIM – Roma
- XI Congresso CIM - Torino
- XII Congresso CIM - Matera
- XIII Congresso CIM - Cuba
- XIV Congresso CIM - Tunisia